# Vieux-Condé
Vieux-Condé is een gemeente in het Franse Noorderdepartement (Frans: département du Nord) (regio Hauts-de-France). De gemeente telde op 1 januari 2022 10.455 inwoners en maakt deel uit van het arrondissement Valenciennes. In het noorden grenst de gemeente aan België.

## Geografie
De oppervlakte van Vieux-Condé bedraagt 11,1 km², de bevolkingsdichtheid is 958,6 inwoners per km². Ten zuiden van Vieux-Condé stroomt de Schelde. De oude dorpskern ligt in het zuiden van de gemeente. De bebouwing strekt zich verder uit naar het noorden met arbeiderswijken en cités waaronder L'Ecarlate, La Solitude en Mont de Péruwelz. Het centrum is ook vergroeid met de wijken van de buurstad Condé-sur-l'Escaut in het zuidoosten.

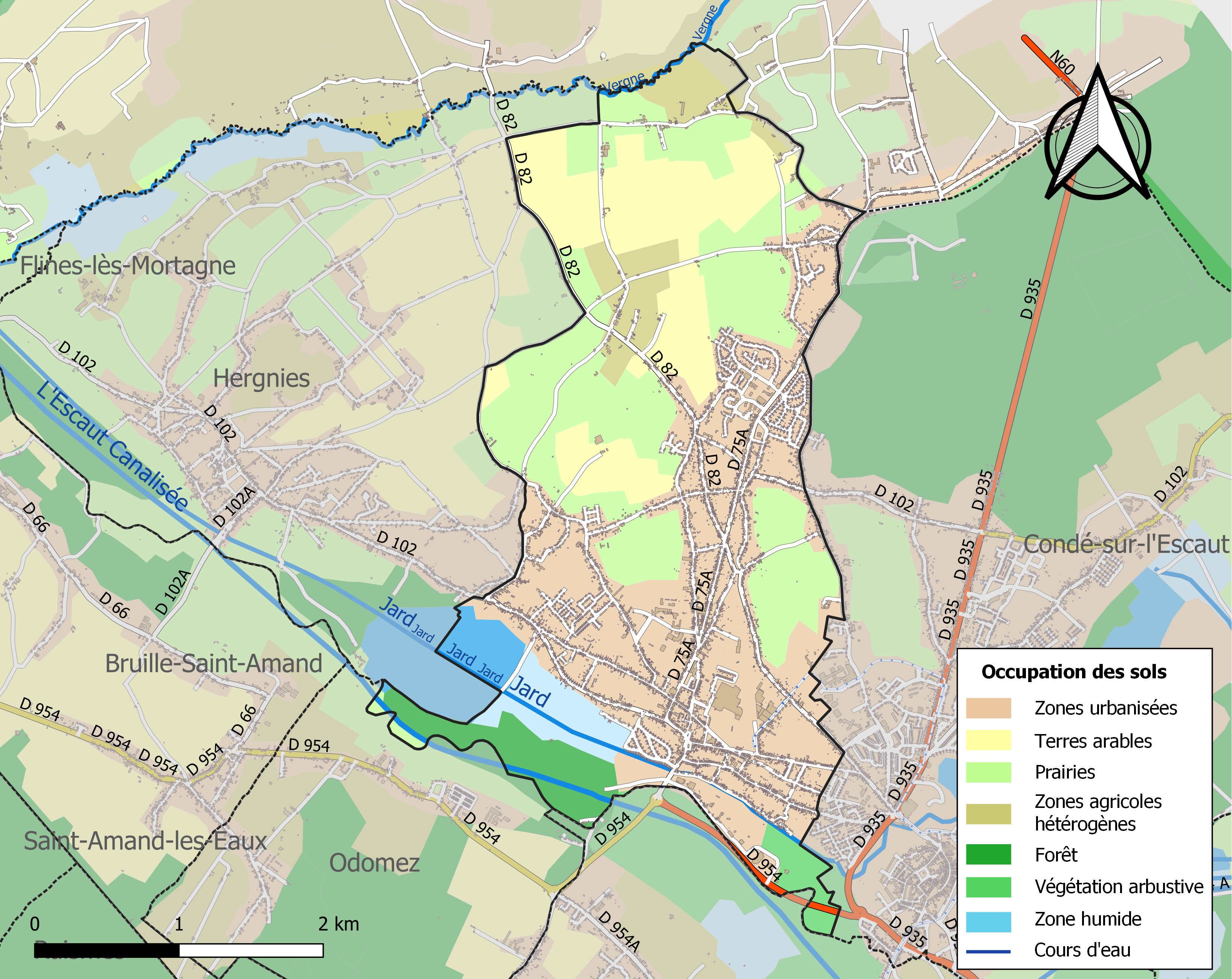
Kaart van de gemeente met belangrijkste infrastructuur, bodemgebruik en omliggende gemeenten

## Geschiedenis

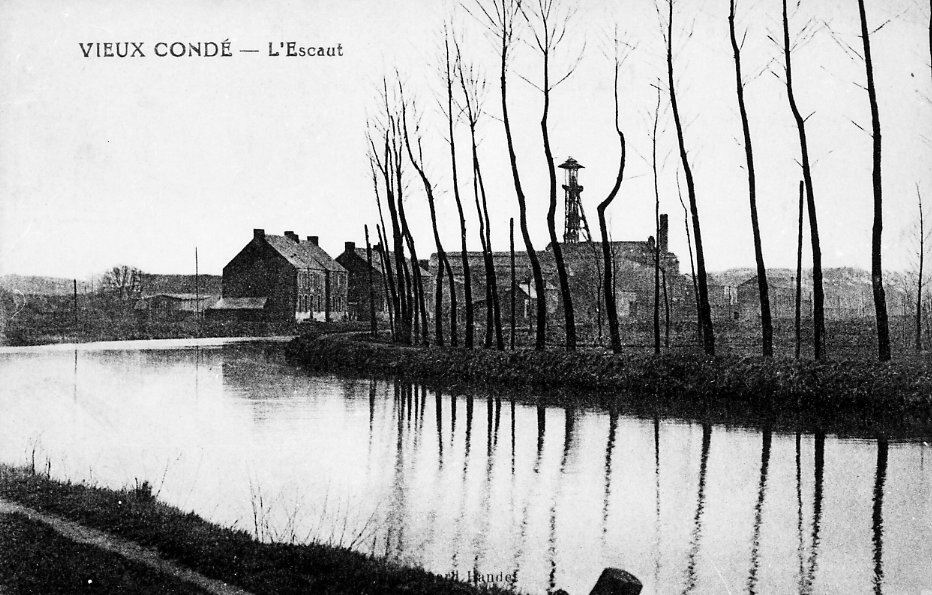
Schelde en de mijnschacht "Vieux-Condé"

De naam Vieux-Condé werd op het eind van het ancien régime in de revolutionaire periode gewijzigd in Vieux-Nord-Libre, maar dit werd na een paar decennia begin 19de eeuw terug hersteld tot Vieux-Condé.
In de 18de eeuw werd hier steenkool ontdekt en in de loop van de 18de en 19de eeuw werden hier verschillende mijnschachten geopend door de Société Desandrouin-Cordier en de Compagnie des mines d'Anzin.

## Bezienswaardigheden
- De Sint-Martinuskerk (Église Saint-Martin), in het centrum, is een classicistisch kerkgebouw van 1771 dat een oudere kerk verving.
- De Sint-Theresiakerk (Église Sainte-Thérèse of  Chapelle de la Solitude) in de wijk La Solitude is een moderne kerk van 1964-1968, naar ontwerp van Guillaume Gillet. Deze werd in 2003 ingeschreven als monument historique.
- Op de gemeentelijke begraafplaats van Vieux-Condé bevinden zich drie Britse oorlogsgraven uit de Eerste en Tweede Wereldoorlog.

## Natuur en landschap
Vieux-Condé ligt aan de Schelde. De hoogte aan de kerk bedraagt 25 meter.

## Economie
Al in de 18e eeuw werd er steenkool gewonnen door diverse bedrijfjes. In 1803 begon men op grotere schaal met de Fosse Trou Martin die tot 1969 in bedrijf was. Diverse schachten, waaronder de Fosse Vieux-Condé (1854 en 1908) werden verder nog geopend en geëxploiteerd. In 1982 kwam daar een definitief einde aan.

## Demografie
Onderstaande figuur toont het verloop van het inwonertal (bron: INSEE-tellingen).

## Nabijgelegen kernen
Hergnies, Bon-Secours, Bernissart, Condé-sur-l'Escaut